# MÁVAG Héja
MÁVAG Héja ("Hawk") là một loại máy bay tiêm kích của Hungary trong Chiến tranh thế giới II, nó được chế tạo dựa trên loại máy bay Reggiane Re 2000 của Italy.

## Quốc gia sử dụng
Hungary
- Không quân Hoàng gia Hungary

## Tính năng kỹ chiến thuật (Héja II)
The Complete Book of Fighters

### Đặc điểm riêng
- Tổ lái: 1
- Chiều dài: 8,39 m (27 feet 6 inch)
- Sải cánh: 11,00 m (36 feet 1 inch)
- Chiều cao: 3,10 m (10 feet 2 inch)
- Trọng lượng rỗng: 2.070 kg (4.563 pound)
- Trọng lượng có tải: 2.520 kg (5.555 pound)
- Động cơ: 1 × Gnome-Rhône (Manfred-Weiss) 14kfs Mistral-Major, 694 kW (1030 hp)

### Hiệu suất bay
- Vận tốc cực đại: 485 km/h
- Tầm bay: 900 km (560 miles)
- Trần bay: 8.138 m (26.700 feet)

### Vũ khí
- 2 khẩu súng máy Gebauer 12,7 mm (0.50 inch)